# Nymphidium plinthobaphis
Nymphidium plinthobaphis is een vlindersoort uit de familie van de prachtvlinders (Riodinidae), onderfamilie Riodininae.
Nymphidium plinthobaphis werd in 1910 beschreven door Stichel.